# 末續慎吾
末續 慎吾（すえつぐ しんご、1980年〈昭和55年〉6月2日 - ）は、日本の陸上選手。熊本県熊本市出身。北京オリンピック男子4×100mリレー銀メダリスト。
東海大学で高野進の指導を受ける。高野が日本人の体格に合わせて構築した走法を完成させ、世界陸上2003年パリ大会の200mで3位となった。日本人でこの種目のメダル獲得は初めて。また、2006年のアジア大会の200mで2連覇するなどし、全盛期にはパトリック・ジョンソンとともに、「現役世界最速の非ネグロイド」とも言われた。
400mは練習の一環として取り組むが、学生時代には関東学生陸上競技対校選手権大会の4×400mリレー決勝で、東海大学のアンカーとして走り、44秒7のラップタイムで走った。
サッカー選手の松本憲は従弟にあたる。

## 経歴
熊本市立西原中学校、九州学院高等学校、東海大学を経て、ミズノに入社。社内留学で東海大学大学院修了。現在は熊本陸上競技協会所属。
小学校時代に全国小学生陸上競技交流大会に出場し、同じ学年の池田久美子に走幅跳の記録上、負け(池田は5m19、末續は4m85)、走幅跳を競技しなくなる。中学時代は、九州大会で100m2位に入った。
高校時代、国体の100mで2度優勝した。高1の時の県大会では、4種目 の後に顧問が止めたのにマイルリレーのアンカーを務め、走りきったあと倒れた。高3のインターハイの2週間前に体育の授業でバスケットボールの最中に体育館の窓ガラスにかかとを突っ込み15針を縫う怪我をするが出場し、100mでは決勝まで進出したものの8位、優勝候補の200mでは25秒となり予選落ちした。
大学在学中に両親の離婚や、父との死別など不幸が重なり、陸上競技を続けることが経済的に困難となるが、2000年シドニーオリンピック代表入りし、陸連強化指定選手となり競技を続ける。なおそれまでは、食事が玉ねぎ一個だけであったり、練習時間を確保するため、深夜3時まで居酒屋の皿洗いのアルバイトをする等、苦境を乗り越えた末にオリンピック代表を勝ち取った。
2003年の世界陸上パリ大会では、8月29日の男子200m走決勝に進出し、20秒38で3位となった。当時のフランス地元テレビ放送で「 Il est formidable, ce type. (すごい奴だ) 」と紹介され、銅メダルを獲得して高野と泣きながら抱き合う映像がフランス国内でも放映された（しかし男子4x100mリレーは足の故障発生により欠場）。同年10月8日には、3人目となる熊本県民栄誉賞を受賞した。
2004年8月のアテネオリンピックは、前年世界陸上で銅メダルを獲得した200mを回避し、男子100mに専念するも、2次予選敗退に終わった。男子4x100mリレー決勝では第2走者を担当、惜しくも4位入賞で五輪メダル獲得にあと一歩届かなかった。
2007年世界陸上選手権での4×100mリレー決勝サブトラックでは、「朝原（宣治）さんにメダルを！」と発言した。この時も第2走者を務め、38秒03のアジア新記録をマークしながらも5位入賞に留まり、朝原と共に1年後の北京オリンピックで、再度メダル獲得に向けての再挑戦の意向を示していた。
2008年8月22日の北京オリンピック男子4x100mリレー決勝では第2走者として激走、オリンピックにおける日本男子トラック種目で史上最高位の3位に入り、日本代表としても陸上競技のリレー種目では歴代初めてとなる悲願の銅メダルを獲得。その後、このレースで金メダルを獲得していたジャマイカチームのネスタ・カーターがドーピングの検体の再検査で禁止薬物の陽性反応を示したため、2017年に銀メダルに繰り上げとなっている。
2008年10月以降は、疲労を理由に無期限休養を宣言。
2011年10月、3年ぶりにレースに復帰した。
2012年、ロンドン五輪代表選考会でもある日本選手権への参加を目指し、5月19日の東日本実業団で出場したが、標準記録を切れずロンドン五輪出場の可能性は途絶えた。10月の国体では熊本県代表に選ばれ400mリレーでチームのアンカーとして予選と準決勝を走った。
2013年、4月13日の熊本県選手権100mに出場し、江里口匡史に次ぐ2位に入った。5月の東日本実業団100mでは去年に続き決勝に進出したが、準決勝で右脚を痛めたために決勝は棄権した。9月の全日本実業団100mでは10秒54のシーズンベストをマークして5位。10月の国体400mリレーでは昨年に続き熊本県代表のアンカーを務め、4位入賞を果たした。
2014年、4月19日の東京選手権100mに出場。利き足の右足を前に置くスタートではなく、左足を前に置いてスタートするという新しい走り方で挑み、準決勝で敗退した。5月の東日本実業団100mは3年連続の決勝進出を果たして4位。6月の日本選手権は参加標準記録Aを切れなかったため、出場は叶わなかった。
2015年3月31日付でミズノを退社し、4月1日よりプロの陸上選手として活動している。
2016年4月1日付で星槎大学の特任准教授に就任した。
2018年より自身の走ることに対する世界観を表現した「EAGLERUN」を起ち上げ、選手を続けながら指導やメディア出演などの活動を行っている。

## 特徴
日本に古くから伝わる武術から考え出した『ナンバ』の動きを取り入れているとされるが、右足（左足）と右腕（左腕）を同時に同方向へ動かしているわけではない。実際に高野と末續とが取り組んだ走法は、例えば右足が前に出るとき同じ側の胸を脚の上に乗り込ませるようにするもので、その時に自然と右腕は後ろに引かれるが内旋動作がはいるために大きく振ることはできない（意識的に腕を振らないと思われがちだが結果的に大きく動かないだけである）。脚と腕が同方向へ同時に動けば人体構造上、走ることはもちろん歩くことも不自然かつ困難であり所謂『ナンバ走り』ではない。また肩の動きを抑えていると言われる事もあるが実際には上記の理由により例えば朝原宣治などの走り方と比べれば大きく前後に動くことはないが、逆に上下には大きく動いており、しかも正面から見た場合には頭から足まで波打つように大きく振られている。

## 記録
| 種目    | 記録   | 風速    | 年月日        | 場所   | 備考                     |
| ------- | ------ | ------- | ------------- | ------ | ------------------------ |
| 100m    | 10秒03 | +1.8m/s | 2003年5月5日  | 水戸市 | 日本歴代8位              |
| 200m    | 20秒03 | +0.6m/s | 2003年6月7日  | 横浜市 | 日本記録（元アジア記録） |
| 400m    | 45秒99 |         | 2002年8月18日 | 町田市 | 熊本県記録               |
| 4×100mR | 38秒03 |         | 2007年9月1日  | 大阪市 | 元アジア記録             |

## 主な戦績

### 主要国際大会
| 年   | 大会                      | 場所           | 種目    | 結果    | 記録          | 備考                                                                                        |
| ---- | ------------------------- | -------------- | ------- | ------- | ------------- | ------------------------------------------------------------------------------------------- |
| 1999 | アジアジュニア選手権      | シンガポール   | 100m    | 3位     | 10秒68 (-0.1) |                                                                                             |
| 1999 | アジアジュニア選手権      | シンガポール   | 4x100mR | 優勝    | 39秒86 (3走)  |                                                                                             |
| 2000 | オリンピック              | シドニー       | 200m    | 準決勝  | 20秒69 (+0.3) | 全体14位 2次予選20秒37：五輪日本人最高記録                                                  |
| 2000 | オリンピック              | シドニー       | 4x100mR | 6位     | 38秒66 (3走)  | 準決勝38秒31：アジアタイ記録                                                                |
| 2001 | 東アジア競技大会 (en)     | 大阪           | 200m    | 優勝    | 20秒34 (0.0)  | 大会記録                                                                                    |
| 2001 | 東アジア競技大会 (en)     | 大阪           | 4x100mR | 優勝    | 38秒93 (3走)  | 大会記録                                                                                    |
| 2001 | 世界選手権                | エドモントン   | 200m    | 準決勝  | 20秒39 (+0.7) | 全体10位                                                                                    |
| 2001 | 世界選手権                | エドモントン   | 4x100mR | 4位     | 38秒96 (2走)  | 大会終了後に5位から4位に繰り上がり                                                          |
| 2002 | アジア競技大会            | 釜山           | 200m    | 優勝    | 20秒38 (0.0)  |                                                                                             |
| 2002 | アジア競技大会            | 釜山           | 4x100mR | 2位     | 38秒96 (2走)  |                                                                                             |
| 2003 | 世界選手権                | パリ           | 200m    | 3位     | 20秒38 (+0.1) | 五輪・世界選手権を通じて短距離種目で日本人初のメダル 準決勝20秒22：世界選手権日本人最高記録 |
| 2003 | アフロアジア競技大会 (en) | ハイデラバード | 100m    | 3位     | 10秒36 (-0.6) |                                                                                             |
| 2004 | オリンピック              | アテネ         | 100m    | 2次予選 | 10秒19 (0.0)  | 全体17位                                                                                    |
| 2004 | オリンピック              | アテネ         | 4x100mR | 4位     | 38秒49 (2走)  |                                                                                             |
| 2005 | 世界選手権                | ヘルシンキ     | 200m    | 準決勝  | 20秒84 (-0.3) | 全体11位                                                                                    |
| 2005 | 世界選手権                | ヘルシンキ     | 4x100mR | 8位     | 38秒77 (1走)  |                                                                                             |
| 2005 | アジア選手権              | 仁川           | 100m    | 2位     | 10秒42 (-0.3) |                                                                                             |
| 2005 | アジア選手権              | 仁川           | 4x100mR | 優勝    | 39秒10 (4走)  |                                                                                             |
| 2006 | ワールドカップ (en)       | アテネ         | 4x100mR | 3位     | 38秒51 (2走)  | アジア代表 (メンバーは全員日本人)                                                           |
| 2006 | ワールドカップ (en)       | アテネ         | 200m    | 3位     | 20秒30 (+0.1) |                                                                                             |
| 2006 | アジア競技大会            | ドーハ         | 200m    | 優勝    | 20秒60 (+0.7) |                                                                                             |
| 2006 | アジア競技大会            | ドーハ         | 4x100mR | 2位     | 39秒21 (2走)  | 同タイム着差あり                                                                            |
| 2007 | 世界選手権                | 大阪           | 200m    | 2次予選 | 20秒70 (+0.9) | 全体19位                                                                                    |
| 2007 | 世界選手権                | 大阪           | 4x100mR | 5位     | 38秒03 (2走)  | アジア記録                                                                                  |
| 2008 | オリンピック              | 北京           | 200m    | 1次予選 | 20秒93 (-0.7) | 全体34位                                                                                    |
| 2008 | オリンピック              | 北京           | 4x100mR | 2位     | 38秒15 (2走)  | 五輪のトラック種目で日本男子初のメダル                                                      |

## テレビ番組
- 日経スペシャル ガイアの夜明け アテネに賭けろ 〜メダルを支えたビジネス戦士たち〜（2004年9月7日、テレビ東京）[21]。- アテネに向けて末続慎吾向けの靴の開発を取材。

## 書籍

### 著書
- 『自由。 世界一過酷な競争の果てにたどり着いた哲学』（2020年10月21日、ダイヤモンド社）ISBN 9784478110836
- 『アスリートの本質 最強スプリンターが語る勝敗哲学』（2021年7月16日、竹書房）ISBN 9784801923348

## 関連書籍
- 『末続慎吾×高野進 栄光への助走 日本人でも世界と戦える!』（著者:折山淑美）（2003年12月25日、集英社 集英社be文庫）ISBN 978-4086500517
- 『世界最速の靴を作れ！ 常識を覆せ！末続慎吾選手を支える「ミズノ」スタッフたちの挑戦』（著者:松井浩）（2004年7月30日、光文社）ISBN 9784334974589
- 『Tarzan特別編集 100m 末續慎吾』（著者:マガジンハウス）（2005年6月15日、マガジンハウス）ISBN 978-4838784745